# Haeusler Holding
Die Haeusler AG ist ein weltweit agierendes Unternehmen in der Metallumformindustrie mit Hauptsitz in Duggingen, Schweiz. Das Familienunternehmen ist im Bereich der Umformtechnik und der dazugehörigen Schweißtechnik tätig.

## Geschichte
1936 gründete Christian Häusler die Schlosserei Haeusler in Dornach, Schweiz. Mit der Auslieferung einer Blechbiegemaschine in die Niederlande begann 1952 die Haeusler-Exporttätigkeit. Die erste Haeusler-Maschine wurde 1955 nach Übersee geliefert. Das zweite Haeusler-Produktionswerk wurde 1958 in Rheinfelden-Herten, Deutschland, gebaut. Eine neue Produktionsstätte mit Hauptsitz in Duggingen, Schweiz, wurde 1978 gebaut. Nach dem Tod des Firmengründers übernahm sein Sohn Jörg Häusler 1980 die Geschäftsleitung. Die Haeusler AG, Duggingen gewann 2006 den vom Swiss Venture Club ausgeschriebenen Unternehmerpreis Nordwestschweiz. Aus dem Zusammenschluss von Haeusler AG Duggingen und Haeusler GmbH Rheinfelden-Herten entstand 2007 die Haeusler Holding. Im selben Jahr trat mit Camille Häusler und Stephan Neumann die dritte Häusler-Generation der Geschäftsleitung bei. Das Unternehmen erhielt den Kantonalbank-Preis 2012 in Anerkennung als Hersteller von Maschinen und Produktionsanlagen für Metallbearbeitung, Montage und Schweißen, der sich durch das Streben nach innovativen Konzepten und Produkten auszeichnet.

## Entwicklungen
- 1947: Entwicklung der ersten Haeusler-Blechbiegemaschine
- 1950: Lieferung der ersten 3-Rollen-Profilbiegemaschine
- 1956: Lieferung der ersten Richtmaschine für Bleche
- 1964: Entwicklung der ersten hydraulischen 4-Walzen-Blechbiegemschine der Welt
- 1972: Entwicklung der ersten 4-Rollen-Profilbiegemaschine
- 1996: Lieferung der ersten universellen Spann- und Schweißvorrichtung „Krokodil“ für den Zusammenbau von LPG-Tanks
- 1997: Lieferung des weltweit größten Expanders zur Herstellung von Teilen für die Ariane-Rakete mit einer Kalibrierkraft bis 200 000 kN und einem Kalibrierdurchmesser bis 7500 mm
- 1999: Mit dem Bau einer Blechbiegemaschine mit einer Spann- und Schweißvorrichtung „Krokodil“ zur Herstellung von Windtürmen tritt HAEUSLER in die Windenergie-Branche ein
- 2001: Lieferung der weltweit größten 4-Walzenblechbiegemaschine für Blechdicken bis 240 mm
- 2004: Lieferung der schnellsten Großrohr-Blechbiegemaschine mit einer Produktivität von 20 Rohren pro Stunde
- 2008: Lieferung der größten Bördelmaschine für Böden mit einem Durchmesser bis 7000 mm und Blechdicken bis 45 mm (kalt) und 100 mm (warm)
- 2013: Haeusler gründete das Label „ROLLmeister“, das mit der TETRA 4-Walzen-Blechbiegemaschine wirtschaftliche Lösungen bis 50 mm Wandstärke anbietet
- 2014: Haeusler präsentierte auf der TUBE in Düsseldorf die Haeusler Hybrid Technology HHT, die Rohrlängen keine Grenzen mehr setzt.
- 2018: Einführung der neuen EVO Baureihe
- 2019: Entwicklung Bendtronic mit Künstlicher Intelligenz und Patentierung der Software
- 2020: Lieferung der weltgrößten Richtmaschine nach China

## Arbeitsbereiche

### Blechbiegen
- VRM – 4-Walzen-Blechbiegemaschine
- HDR – 3-Walzen-Blechbiegemaschine
- RMS – Großrohr-Blechbiegemaschine
- SPBM – Schiffsplatten-Blechbiegemaschine
- FKB – Flügelkanten-Blechbiegemaschine

### Profilbiegen
- HPR/BB – Universal-Profilbiegemaschine
- VPR – 4-Walzen-Profilbiegemaschine
- RBM/RWM – Rohrwendelmaschine
- PRV – Profil-Biegemaschine mit frei verstellbaren seitlichen Abständen

### Spezialumformen
- CMR – Fullbody Rohrexpander
- NABM – Nachbiegemaschine
- HKB – Kümpelpresse
- HBM – Bördelmaschine
- RI – Richtpresse
- CM – Kalibriermaschine
- SM – Stauchmaschine

### Montageausrüstung
- Krokodil – Spann- und Schweißvorrichtung
- AB/ABU – Spannringe
- CRWM – Längsnaht-Heftschweißmaschine

### Fertigungslinien
- Großrohr-Fertigungslinie RB(E)-Verfahren

### Hybrid-Technologie
- HHT – Grenzenlose Verbindung von Blechbiegen und Formpressen